# أيغويلي دي نيوفي
أيغويلي دي نيوفي (بالإنجليزية: Aiguille de l'A Neuve)‏ هو أحد جبال سلسلة كتلة مونت بلاك وجزء من القمة الأم تاور نوير يقع في كانتون فاليز، سويسرا. يبلغ ارتفاع الجبل حوالي 3753 متر، بينما يبلغ ارتفاع نتوء الجبل 63 متر.